# Gisle Fenne
Pour les articles homonymes, voir Fenne.
Gisle Oddvar Fenne, né le 9 juin 1963 à Voss, est un biathlète norvégien.

## Biographie
Lors de la saison 1985-1986 de Coupe du monde, il monte sur son premier podium individuel au sprint d'Antholz. En 1988, il remporte l'individuel d'Oslo, juste après sa participation aux Jeux olympiques de Calgary.
Aux Championnats du monde 1989, il remporte la médaille d'argent sur l'individuel derrière son compatriote Eirik Kvalfoss et la médaille de bronze au relais.
Aux Jeux olympiques d'hiver de 1992, il est neuvième de l'individuel et cinquième du relais. Il monte ensuite sur son dernier podium aux Championnats du monde sur la course par équipes (médaille d'argent). Il se retire du biathlon définitivement en 1994.
Il est le père de la biathlète Hilde Fenne et est le mari de la biathlète Helga Øvsthus Fenne.

## Palmarès

### Jeux olympiques d'hiver
| Épreuve / Édition   | Individuel | Sprint | Relais |
| ------------------- | ---------- | ------ | ------ |
| JO 1988 Calgary     | 30e        | -      | 6e     |
| JO 1992 Albertville | 9e         | -      | 5e     |

### Championnats du monde
| Épreuve     | 1985 à Ruhpolding | 1986 à Oslo | 1987 à Lake Placid | 1989 à Feistritz | 1990 à Oslo, Kontiolahti et Minsk | 1991 à Lahti | 1992 à Novossibirsk |
| ----------- | ----------------- | ----------- | ------------------ | ---------------- | --------------------------------- | ------------ | ------------------- |
| Individuel  | -                 | 10e         | 45e                | Argent           | 7e                                | 17e          |                     |
| Sprint      | 18e               | 27e         | 21e                | -                | 30e                               | 11e          |                     |
| Relais      | 4e                | 5e          | 4e                 | Bronze           | 4e                                | Bronze       |                     |
| Par équipes |                   |             |                    | -                | 6e                                | -            | Argent              |

### Coupe du monde
- Meilleur classement général : 6e en 1991[2].
- 3 podiums individuels : 1 victoire, 1 deuxième place et 1 troisième place.
- 2 victoires en relais et 1 par équipes.